# Duckett's Grove
Duckett's Grove (en irlandés: Garrán Duckett) es una gran casa en ruinas del siglo XIX y una antigua finca en el condado de Carlow, en Irlanda. Perteneciente a la familia Duckett, la casa fue antiguamente el punto central de una finca de 12 000 acres (49 km²), y dominó el paisaje local de la zona durante más de dos siglos. El interior de la casa fue destruido por un gran incendio en la década de 1930 y ahora es inaccesible. Los jardines circundantes, que incluyen dos jardines amurallados interconectados, están en la actualidad gestionados por el Consejo del Condado de Carlow y abiertos como parque público.

## Historia
Duckett's Grove se construyó hacia 1745 en una finca que abarca más de 20 km² de la campiña del condado de Carlow. Originalmente, la estructura fue diseñada como una casa de campo georgiana estándar de dos plantas sobre el sótano. A partir de mediados de la década de 1820, fue rediseñada en un estilo gótico almenado por el arquitecto inglés Thomas Cobden para el entonces propietario y cabeza de familia, John Dawson Duckett.
Esta ampliación del edificio fue financiada por una serie de matrimonios estratégicos previos en familias de comerciantes ricos, y dio lugar a que se eliminaran u ocultaran algunas de las características georgianas originales del edificio. El edificio incorpora una serie de torres y torretas de formas variadas: redondas, cuadradas y octogonales. Una alta torre mirador octogonal de granito macizo se eleva desde la estructura. Cuenta con una elaboración completada con orieles y nichos que contienen estatuas. Varias estatuas sobre pedestales rodean el edificio y bordean los accesos. La casa está situada en los terrenos de la ciudad de Rainstown, a unos 10 km de Carlow y 9 km de Tullow, y la finca más amplia comprende varios terrenos de la ciudad y partes de otros. En su apogeo, la casa contaba con una plantilla de once jardineros para el mantenimiento de los terrenos.

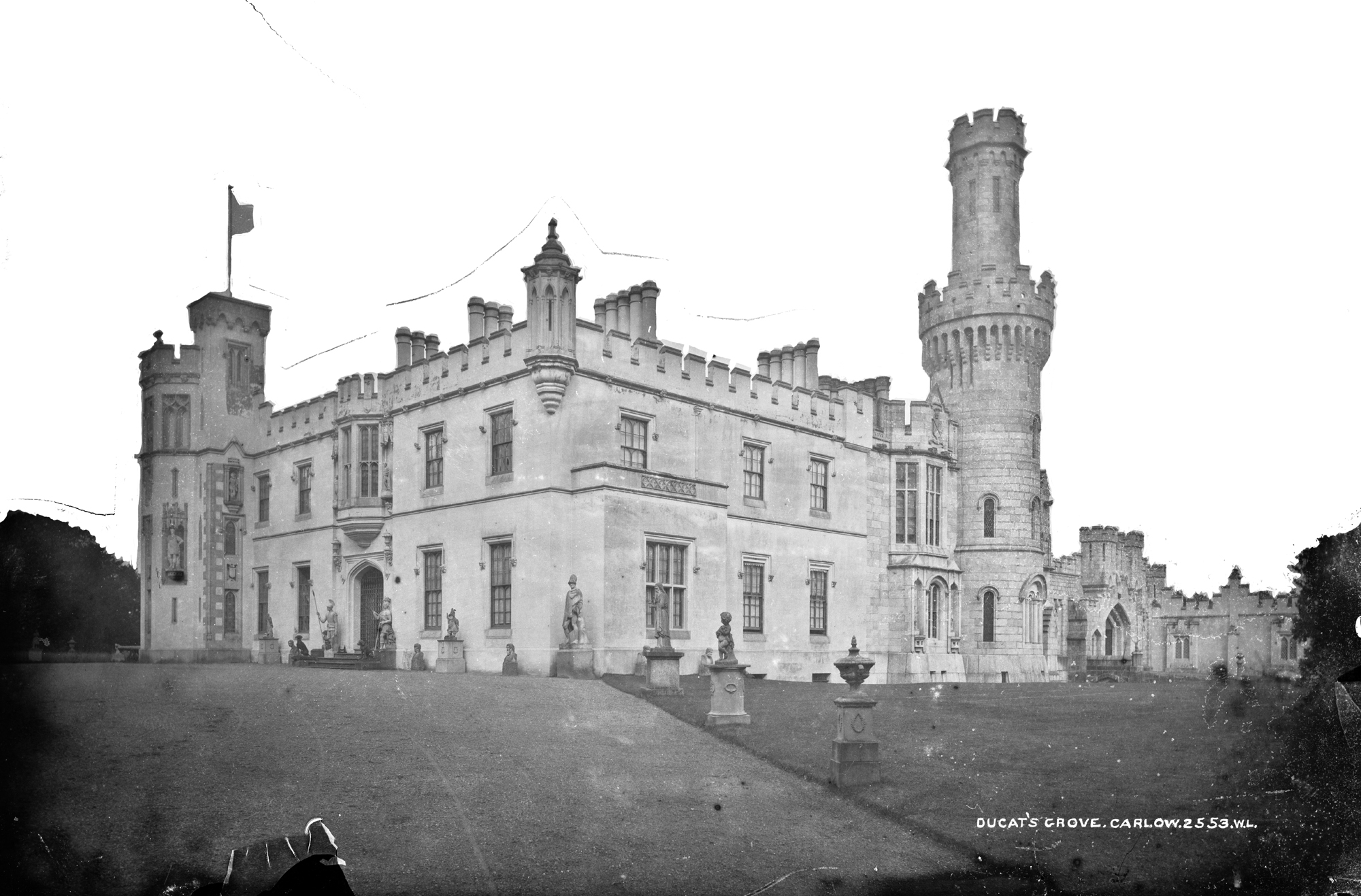
Duckett's Grove antes de ser destruida por un incendio.

Tras la muerte de William Duckett en 1908, último en la línea de sangre masculina, su segunda esposa, Maria Georgina Duckett, vivió en la propiedad hasta alrededor de 1916. Para entonces ya no se hablaba con su única hija, Olive (hijastra de William). El resultado fue la desheredación de su hija tras su muerte en 1937, dejándole lo que se conoce como "el chelín enfadado", un solo chelín, de una herencia valorada en 97 735 libras (equivalente a 6 700 000 libras en 2021).
Tras la marcha de los Ducketts, la finca fue gestionada por agentes hasta 1921, y posteriormente por agricultores locales, y más tarde por la Comisión de Tierras. La división y venta de las tierras de la finca se completó en 1930. Durante este tiempo el edificio estuvo vacío. Durante la Guerra de la Independencia, fue utilizado como base por el IRA local y su columna volante. Posiblemente debido al buen trato que los Duckett dispensaron a sus inquilinos y empleados a lo largo de los años, los interiores y el mobiliario quedaron intactos tras la salida del IRA de la casa. La casa fue destruida por un incendio durante la noche del 20 de abril de 1933. La causa exacta del incendio no se ha determinado; sin embargo, los lugareños informaron de un incendio menor la semana anterior, que habían conseguido extinguir. Esto hizo que se especulara sobre la causa del destructivo incendio final.

## Uso actual
En septiembre de 2005, el Consejo del Condado de Carlow adquirió Duckett's Grove y comenzó a restaurar dos jardines amurallados interconectados. Se inauguró oficialmente en septiembre de 2007 para su uso como parque público.
El primero de los jardines, el "Upper Walled Garden", fue plantado con variedades históricas de rosas arbustivas y una colección de peonías chinas y japonesas. Está plantado principalmente con arbustos de flor, como Echium, Watsonia, Acanthus, Daphniphyllum, Acradenia, Arbutus, Cornus, Iris, Eryngium, Beschorneria y plátanos ornamentales.

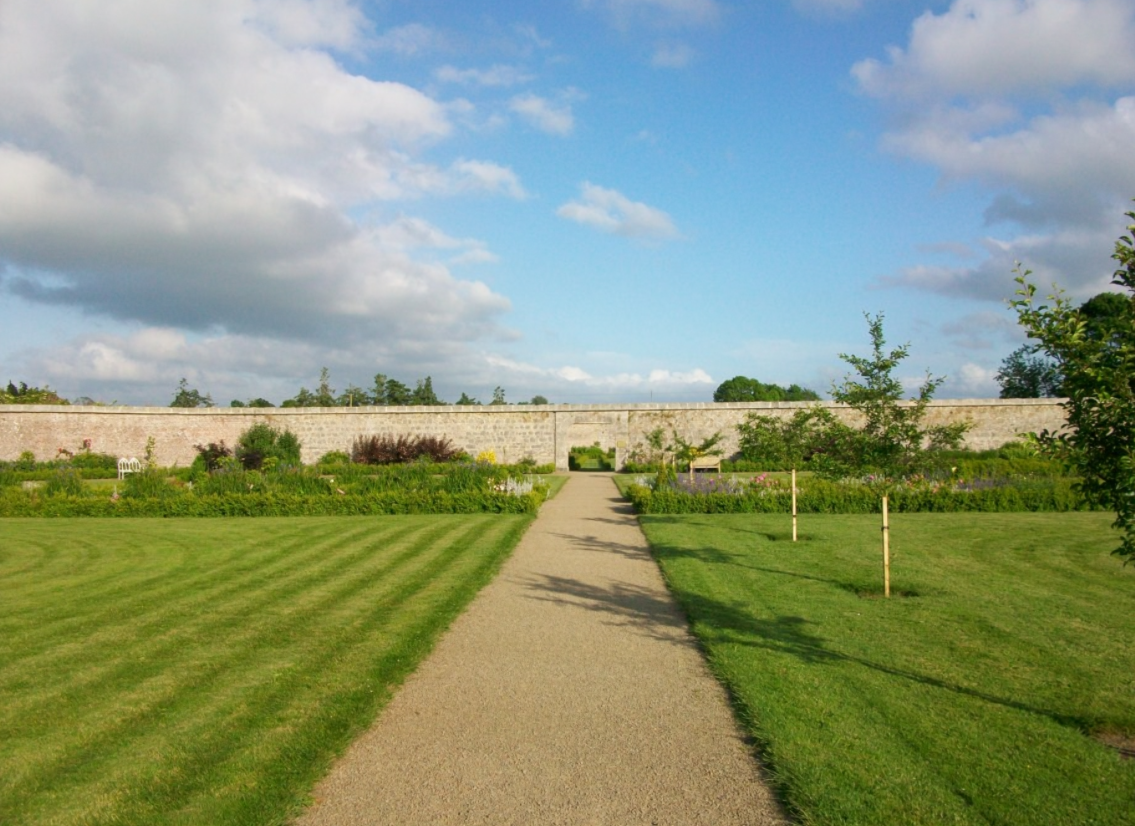
Jardines amurallados.

El segundo jardín, el "Jardín Amurallado Inferior", fue en su día el emplazamiento del antiguo huerto de la familia, y ahora contiene una variedad de frutas, incluyendo higos y variedades históricas de manzanas irlandesas. Los bordes se plantaron para contener una variedad de arbustos y plantas perennes.
El 17 de marzo de 2011, Duckett's Grove apareció en un episodio del programa de SyFy Destination Truth durante un especial de investigación en directo de 4 horas para averiguar si las ruinas están embrujadas por una banshee.
El Duckett's Grove está abierto al público durante el día y la entrada es gratuita. Hay tiendas de artesanía y regalos situadas en el patio que suelen abrir durante el fin de semana y para eventos, incluida una feria anual de Navidad.